# Green Island, Newfoundland (Catalina)
Green Island är en ö i Kanada.   Den ligger i provinsen Newfoundland och Labrador, i den östra delen av landet, 1 700 km öster om huvudstaden Ottawa. Ön ligger nära orten Catalina.